# 桑卡拉普拉姆
桑卡拉普拉姆（Sankarapuram），是印度泰米尔纳德邦Viluppuram县的一个城镇。总人口12243（2001年）。

## 人口
该地2001年总人口12243人，其中男性6253人，女性5990人；0—6岁人口1449人，其中男728人，女721人；识字率64.85%，其中男性为72.67%，女性为56.69%。